# 남태권
남태권(南太權, 1933년~)은 대한민국의 영화 감독, 대학 교수, 정치인이다. 예비역 대한민국 육군 대위이다.
일제 강점기 경성부에서 출생하였고 서울대학교 치과대학에서 치의학 학사 학위를 받았다. 육군에서 군의관으로 3년간 복무하였다. 1961년 영화 각본가로 데뷔하였고 8년 후 1969년 영화 감독으로 데뷔하여 활동하였으며 1975년 12월 은퇴하였다.
1962년 영화 배우 김경란(金敬蘭)과 결혼하여 슬하 1남을 두었다.

## 학력
- 서울대학교 치의과대학 치의학사(1958년)
- 국방대학교 행정학사 15기(1969년)

## 참여작

### 감독/각본
- 오공녀의 한(1969년)
- 검은 비상선(1969년)
- 원(1969년)
- 사나이 U.D.T(1969년)

### 각본
- 내시의 아내(1975년)
- 가슴 아프게(1967년)
- 울며 헤친 염친교(1966년)
- 황포돛대(1966년)
- 두 아빠(1965년)
- 산천도 울었다(1965년)
- 사랑아 울리지 마라(1965년)
- 백설공주(1964년)
- 악어 꽃(1961년)

## 가족 관계
- 아내: 김경란(영화 배우, 1940년~)

## 이외 이력
- 서울예술전문대학 영화학과 전임강사(1987년)
- 신민주공화당 문화예술행정특임위원(1988년)
- 자유민주연합 문화예술행정특임위원(1995년)